# Archibald Scott Couper
Archibald Scott Couper (Kirkintilloch, 31 de março de 1831 - 11 de março de 1892) foi um químico escocês que propôs a teoria inicial de estrutura e ligação em química orgânica. Sugeriu o átomo de carbono tetravalente.

## Biografia
Couper foi o único filho sobrevivente de um rico proprietário de uma fábrica de tecidos perto de Glasgow. Ele estudou nas universidades de Glasgow e Edimburgo e de forma intermitente na Alemanha entre os anos de 1851 e 1854. Iniciou os estudos formais em química na Universidade de Berlim, no outono de 1854. Mais tarde, em 1856, ele foi admitido no laboratório privado de Charles Adolphe Würtz, na Escola de Medicina de Paris (agora Universidade de Paris V: René Descartes).
Couper publicou sua "nova teoria química" em francês, de forma condensada, em 14 de junho de 1858, e logo depois, simultaneamente e em detalhes em francês e inglês, em agosto de 1858. A ideia de Couper era de que os átomos de carbono poderiam se unir entre si seguindo regularmente sua valência e foi publicado de maneira independente ao documento de August Kekulé, que propôs o mesmo conceito. Kekulé já havia proposto o carbono tetravalente em 1857. No entanto, por um desentendimento com Würtz (Würtz duvidou da teoria de Couper), a publicação de Kekulé apareceu pela primeira vez em maio de 1.858 , e assim obteve a preferência na autoria da proposta da nova teoria sobre os átomos de carbono. Couper confrontou Würtz e foi então expulso do laboratório.
Em dezembro de 1858, Couper recebeu uma oferta para lecionar na Universidade de Edimburgo, mas sua saúde começou a declinar após a grande decepção. Em maio de 1859 sofreu um colapso nervoso e foi internado em um hospital psiquiátrico. Foi liberado em julho de 1859 e recaiu quase imediatamente - diz-se, devido a uma insolação - e foi tratado novamente até novembro de 1862. No entanto, sua condição se deteriorou e não deu continuidade aos seus estudos. Passou os últimos 30 anos de sua vida aos cuidados de sua mãe.